# Plesiogulo
Plesiogulo — рід доісторичних хижих тварин, які жили від міоцену до пліоцену в Африці, Євразії та Північній Америці. Одні науковці вважають цей рід спорідненим із росомахою, інші ж — ні.

## Види
- †P. brachygnathus (Schlosser, 1903)
- †P. botori Haile-Selassie, Hlusko & Howell, 2004
- †P. crassa Teilhard de Chardin, 1945
- †P. marshalli (Martin, 1928)
- †P. lindsayi Harrison, 1981
- †P. monspessulanus Viret, 1939
- †P. praecocidens Kurtén, 1970